# Гвиниашвили, Паата
Паата Гвиниашвили (род. 18 мая 1987) — грузинский борец. Участвует в соревнованиях по самбо, дзюдо, чидаобе. Чемпион и призёр чемпионатов Грузии по дзюдо, абсолютный чемпион Грузии по чидаобе, чемпион Грузии по самбо, призёр чемпионатов Европы по самбо, бронзовый призёр Европейских игр 2019 года в Минске по самбо, чемпион и призёр чемпионатов мира по самбо, призёр Кубка мира по самбо.

## Выступления на чемпионатах страны
- Чемпионат Грузии по дзюдо 2010 года — ;
- Чемпионат Грузии по дзюдо 2011 года — ;
- Чемпионат Грузии по дзюдо 2012 года — ;
- Чемпионат Грузии по дзюдо 2013 года — ;
- Чемпионат Грузии по дзюдо 2014 года — ;
- Чемпионат Грузии по дзюдо 2015 года — ;
- Абсолютный чемпион Грузии 2015 года по чидаобе;
- Чемпионат Грузии по самбо 2018 года — ;
- Чемпионат Грузии по самбо 2021 года — ;